# Samuel Twardowski
Samuel Ludwik Twardowski herbu Ogończyk, Samuel ze Skrzypny, (używał nazwiska dziada po kądzieli; nazwisko po mieczu: Skrzypiński), pseudonim S.T. ze Skrzypny, krypt.: S. T. Z. S. = Samuel Twardowski ze Skrzypny, (ur. pomiędzy 1595 a 1600 w Lutyni, zm. 6 lipca 1661 w Zalesiu Wielkim) – jeden z najwybitniejszych polskich poetów barokowych, epik, panegirysta, satyryk, tłumacz i historyk.

## Życiorys
Samuel Twardowski urodził się pomiędzy rokiem 1595 a 1600 (według R. Pollaka), w niezamożnej rodzinie szlacheckiej osiadłej w województwie kaliskim. Jego ojciec, Mikołaj Twardowski, gospodarzył w majątku ziemskim w Lutyni koło Pleszewa (dziś w Gminie Dobrzyca). Matką była Katarzyna z Ponętowskich. Młody Twardowski kształcił się w kolegium jezuitów w Kaliszu i już wtedy podejmował pierwsze próby pisarskie. W latach 1616–1617, prawdopodobnie brał udział w wojnie moskiewskiej. W 1621 walczył w bitwie pod Chocimiem. W roku 1622 brał udział w poselstwie Krzysztofa Zbaraskiego do Turcji, skąd wrócił latem roku 1623. W latach 1624–1633 nie pojawiał się wcale na ziemi kaliskiej. Wątpliwy jest jego udział w europejskiej podróży królewicza Władysława (1624–1625). W tym okresie miał liczne kontakty z Warszawą, dzięki Zygmuntowi z Twardowa (brat stryjeczny), który piastował urząd sekretarza Władysława IV. W kolejnych latach jako sekretarz służył różnym magnackim rodom m.in. Wiśniowieckim i Leszczyńskim. W latach 40. XVII w. gospodarzył w należącej do ks. Wiśniowieckich wsi Zarubińce na Podolu, skąd wypędziło go powstanie kozackie w 1648 r. Osiadł wtedy w Wielkopolsce, gdzie zarządzał kilkoma dworami w dobrach Sieniutów. W czasach Potopu szwedzkiego, podobnie jak większość szlachty, popierał początkowo Karola X Gustawa, by w 1656 przejść na stronę Jana II Kazimierza. Zmarł w 1661 w Zalesiu Wielkim i pochowany został w Kościele Matki Bożej przy Żłóbku w Kobylinie.

## Twórczość

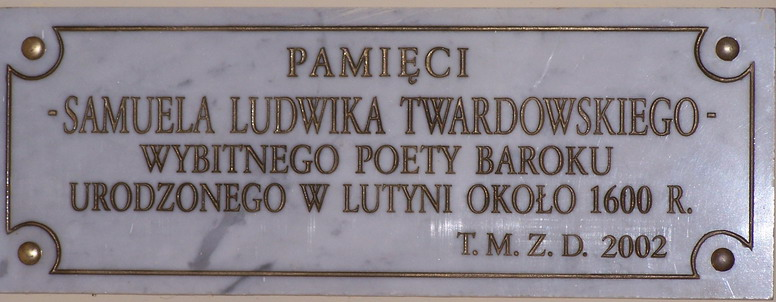
Tablica w kościele pw. Wniebowzięcia NMP

Debiutował w 1633 poematem epickim Przeważna legacya, Iáśnie Oświeconego Kśiążęćiá Krysztopha Zbaraskiego […] Do Najpotężnieyszego Soltana Cesárzá Tureckiego Mustafy; w Roku 1621., wierszowaną, pisaną trzynastozgłoskowcem, kroniką poselstwa Zbaraskiego do Turcji, po części realizującą wzorzec gatunkowy eposu, a po części relacji z podróży (proponuje się dla tego rozwiązania gatunkowego formułę "epos peregrynacki") – pełną ciekawostek, ale też starającą się rzetelnie opisać istotę tureckiej kultury i polityki.
Następnie w 1638 r. wydał sielankę dramatyczną Daphnis drzewem bobkowym, pisany oktawą (dokładnie 275 strof oktawowych) poemat stanowiący adaptację mitu o bogu Apollinie napastującym nimfę Dafne, która, by uniknąć gwałtu, zmienia się w tytułowe drzewo laurowe. Mit był w epoce baroku powszechnie znany dzięki Metamorfozom Owidiusza, a interpretowany jako fabuła o moralnym heroizmie i ocalonej czystości.
Później poświęcił się poematom biograficznym, opisującym współczesnych sobie bohaterów. Z tego nurtu pochodzi wydany w 1649 poemat Władysław IV, król polski i szwedzki, czy wreszcie obszerna i czasem nazywana epopeją narodową Woyna domowa Z-Kozaki i Tatary wydawana etapami w latach sześćdziesiątych w całości w 1681. Pisywał także różnej wartości panegiryki (np. Pałac Leszczyński, poematy epitalamijne) i utwory publicystyczno-polityczne (np. Satyr na twarz Rzeczypospolitej, utwór podejmujący wzorzec "poematu satyrowego" Jana Kochanowskiego).
W roku 1655 wydał swoje najważniejsze dzieło, znów oparte na motywach mitologicznych, poemat Nadobna Paskwalina. Jak wcześniejsza Daphnis opisuje on historię nieszczęśliwej miłości, o ile jednak pierwsza kończy nieszczęśliwie, o tyle w drugiej bohaterce udaje się przezwyciężyć własne pragnienia i odnaleźć spokój w świątyni Junony, patronki matron. Nadobna Paskwalina oparta została na zaginionym dzisiaj tekście hiszpańskim. Twardowski swobodnie powiązał tu mitologie antyczną i wyobraźnię chrześcijańską, realne miejsca (akcja w Lizbonie) i antycznych bohaterów (Wenus, Mars, skruszony Apollo) obok zwykłych śmiertelników (piękna Paskwalina), tworząc nadrealny klimat opowieści o zazdrości, namiętności, także o psychicznym przeobrażeniu i – przez motyw drogi oddanym – doświadczeniu duchowym. Doznania i wędrówka Paskwaliny mają charakter inicjacji ku samowiedzy. Wszystko to dzieje się w baśniowej, onirycznej przestrzeni jak ze snu. Twardowski ujawnił tam swój warsztat poety kolorysty, wrażliwego jak malarz na kształty, barwy, światłocień. Wiele obrazów jest ściśle wizjonerskich: pałac Wenery, rozświetlane słońcem włosy Paskwaliny, domek Apollina, ogon pawia, klasztor Junony – opartych na kontraście cząstek składowych. Prekursorski, zdaniem slawistów (Endre Angyal, Claude Backvis), wobec romantyzmu i surrealizmu ostatni poemat Twardowskiego reprezentuje ten malarsko-wizyjny styl poezji baroku, który w XIX wieku ponowi Juliusz Słowacki.
Dafnis i Nadobna Paskwalina są dziś najczęściej wznawianymi utworami Samuela Twardowskiego.

### Dzieła
- Przeważna legacyja, Jaśnie Oświeconego Książęcia Krzysztofa Zbaraskiego… od… Zygmunta III… do … cesarza tureckiego Mustafy w roku 1621. Na pięć rozdzielone punktów. Z dodatkiem… stanu pod ten czas, rządow, ceremonij i zwyczajow poganskich, Kraków 1633; wyd. następne: Kraków 1639, drukarnia F. Cezary; Wilno 1706; wyd. K.J. Turowski, Kraków 1861, Biblioteka Polska, zeszyt: 19–20, 46–47; fragm. edycji 2. przedr. W. Taszycki Wybór tekstów staropolskich XVI–XVIII wieku, Lwów 1928; także wyd. 2 Warszawa 1955; wyd. krytyczne: Warszawa 2000, oprac. Roman Krzywy, (diariusz legacji w formie poematu); przekł. rumuński: fragmenty ogł. P. Panaitescu "Călători poloni in ţările române", Bukareszt 1930, Academia Română Studii şi Cercetări XVII, s. 15–21
- Szczęśliwa moskiewska expedycja Najaśnijeszego Władysława IV króla, Warszawa 1634, drukarnia J. Rossowski
- Pamięć śmierci… Alexandra Karola królewica… roku Pańskiego 1634, Lublin (1634), drukarnia P. Konrad (poemat)
- Daphnis drzewem bobkowym, powst. najpóźniej w 1636, wyd. Lublin 1638, drukarnia Anna Konradowa; wyd. następne: pt. Daphnis w drzewo bobkowe przemienieła się, Kraków 1661, drukarnia W. Siekielowic; Kraków 1702; wyd. krytyczne (edycja offsetowa) według wyd. 1661 (z podobizną fragmentu wyd. 1638) R. Pollak, S. Saski, Wrocław 1955, BPP, seria B, nr 6, tu we wstępie wiadomości o egz. wydań i odpisach; wyd. popularnonaukowe: Wrocław 1976, oprac. Jan Okoń, (poemat powstał w związku z operą włoską V. Puccitellego z baletem, której scenariusz w jęz. polskim – prawdopodobnie J. Grotkowskiego – pt. Dafnis przemieniona w drzewo bobkowe. Apolog abo baśń Owidiuszowa, która była reprezentowana muzyką na kształt komediej, przed obecnością Króla J. M. … w Warszawie… 1635, Warszawa 1635, drukarnia J. Trelpiński – zachował się; scenariusz ten był zapewne podstawą poematu, choć możliwe, że Twardowski korzystał bezpośrednio z libretta operowego)
- Satyr na twarz Rzeczypospolitej w roku 1640, brak miejsca wydania 1640 (3 edycje; wyd. bez podania autora; tu razem A. Rysińskiego Satyr polski na twarz dworską); wyd. następne: Satyr… w roku 1645, brak miejsca wydania 1645 (dedykacja podpisana krypt.: S. T. Z. S.); brak miejsca i roku wydania; fragm. edycji 1645 przedr. w: Wybór tekstów do dziejów kultury Wielkopolski, Poznań 1962; wyd. krytyczne: Lublin 2007, oprac. Sławomir Baczewski – Wersja cyfrowa w PBC Polona
- Pałac leszczyński od sławy nieśmiertelnej pod wjazd… Bogusława… Leszczyńskiego na wielgopolską generalią… wystawiony w Poznaniu roku 1643, Leszno (1643), drukarnia D. Vetterus; wyd. następne: Leszno 1645; wyd. krytyczne: Warszawa 2002, oprac. Roman Krzywy; unikat edycji 1643 odnalazł R. Krzywy w zbiorach szwedzkich (zob. "Pałac Leszczyński" Samuela Twardowskiego : o odnalezionym unikacie pierwszego wydania, "Barok" 2005, nr 24); kopia w rękopisie Biblioteki Uniwersytetu Warszawskiego nr 261, s. 206–252; unikat edycji 1645 (defekt bez karty tytułowej), Biblioteka Kórnicka, sygn. 3639; późniejsze przedr. w Miscellanea selecta (zob. Wydania zbiorowe) skażone przez cenzurę jezuicką
- Jego Mości Panu Jakubowi z Rozdrażewa Rozdrażewskiemu i Jej Mości Paniej Annie z Bnina Przyjemskiej, marszałkowej nadwornej koronnej, epithalamium zaśpiewane w Koźminie dnia 2 octobris roku 1644 (poemat panegiryczny w 424 wersach), unikat: Biblioteka Kórnicka, sygn. 3413
- Xiążę Wiśniowiecki Janusz, Leszno 1646, drukarnia D. Vetter, edycja krytyczna: Książę Wiśniowiecki Janusz, Warszawa 2014, oprac. Roman Krzywy.
- Władysław IV, król polski i szwedzki, Leszno 1649, drukarnia D. Vetter; odb. tytułowe, Leszno 1650; wyd. krytyczne: Warszawa 2012, oprac. Roman Krzywy; rękopis – być może kopia – poematu z XVII w. znajdowała się w Bibliotece Krasińskich, nr 302, (poemat wywołał oburzenie w Moskwie; na nalegania posła moskiewskiego spalono w Warszawie, w roku 1650, kilkanaście kart dzieła
- Pobudka wychodzącemu wojsku pod Ołykę pro 1 Maii anno 1649, brak miejsca i roku druku; unikat: Biblioteka Kórnicka, sygn. 12894
- Nadobna Paskwalina z hiszpańskiego świeżo w polski przemieniona ubiór, Kraków 1655, drukarnia Ł. Kupisz; wyd. następne: Kraków 1701; wyd. krytyczne R. Pollak, Kraków 1926, Biblioteka Narodowa, seria I, nr 87; wyd. popularnonaukowe: Wrocław 1980, oprac. Jan Okoń, Warszawa 1983, oprac. Jan Ślaski, (przeróbka nieznanego bliżej utworu napisanego w języku włoskim lub hiszpańskim, względnie po łacinie, będącego utworem jednego z naśladowców Montemayora z pierwszej ćwierci XVII w., według K. Niklewiczówny prawdopodobnie Celio Malespiniego.
- Wojna domowa, wyd.: cz. 2 pt. Wojna kozacka późniejsza…, Leszno (pomiędzy 1651 a 1655), drukarnia D. Vetter (tekst nieco odmienny niż w edycji z roku 1681); cz. 1 (tylko cz. 1 wbrew tytułowi) pt. Wojna domowa z Kozaki i Tatary, Moskwą… przez lat dwanaście tocząca się dotąd, Kraków 1660, drukarnia Ł. Kupisz; całość pt. Wojna domowa z Kozaki i Tatary, z Moskwą, potym Szwedami i z Węgry przez lat dwanaście za panowania… Jana Kaziemierza… Na cztery podzielona księgi… Opus posthumum, Kalisz 1681, drukarnia T. J. (tekst zmieniony w wielu miejscach przez cenzurę jezuicką); dedykacja całego dzieła i osobna do cz. 4, wierszem – opuszczone w edycji 1681, z autografu ogł. J. Kozłowska "Nieznane wiersze S. ze Skrzypny Twardowskiego", Biblioteka Warszawska 1913, t. 1, s. 383; rękopis części 2–4, zapewne autograf, Biblioteka Narodowa, zniszczony w 1944; różnice pomiędzy autografem i drukiem podaje A.F. Kowalkowski "Wojna domowa" S. Twardowskiego (szkic monograficzny), cz. 1–2, Poznań 1934 (rękopis Katedry Literatury Polskiej Uniwersytetu Adama Mickiewicza w Poznaniu); przekł. ruski: S. Sawicki, 1718
- Wielmożnym… Piotrowi z Bnina Opalińskiemu, wojewodzicowi poznańskiemu… i… Annie z Lachowiec Sieniuciance, oblubieńcom nowym epitalamium… zaśpiewane w Kotuszowie dnia… maja… 1661, Kraków (1661), drukarnia Ł. Kupisz (panegiryk o 609 trzynastozgłoskowcach); wyd. krytyczne A. Sajkowski "Ostatni utwór S. Twardowskiego", Miscellanea staropolskie, Wrocław 1962, Archiwum Literatury, t. 6; unikat (według Estreichera nieznany): Biblioteka Narodowa, sygn. XVII 3. 5337
- Nagrobek P. Samuela Twardowskiego poety polskiego. Sam go sobie pisał 1661 r., ogł. H. Barycz "Miscellanea z dziejów piśmiennictwa polskiego XVI–XVII wieku." 3. Autobiografia S. ze Skrzypny Twardowskiego, Pamiętniki Literackie, rocznik 43 (1952), s. 547 i odb.; rękopis: Biblioteka Czartoryskich, sygn. nr 2386
- Wiersze, niektóre z nich ogł. po raz pierwszy w: Miscellanea selecta…, zob. Wydania zbiorowe – utwory drobne, fragm. dzieł przedr. m.in.: J. Lemański Satyra polska. Antologia, t. 1, Warszawa 1914; J. Kott, A. Ważyk Wiersze, które lubimy. Antologia, brak miejsca wydania 1951; przekł. francuski: A. Orchowski Omen królowi szwedzkiemu… (prozą); w książce Choix de poésies polonaises, Getynga 1816.

### Przekłady
- S. Karwat Wokiciewicz (Wójcikiewicz) Sieradz się święci pod wjazd Stanisława Koniecpolskiego… przełożony i przyczyniony. Roku 1634, przedr. w: Miscellanea selecta…, zob. Wydania zbiorowe; według Estreichera znane obecnie tylko z przedruków, (tekst przekładu prawdopodobnie rozszerzony; oryginał łaciński wyd. Kraków 1633)
- Horacy Ody: Beatus ille; Non ebur…; Quem tu Melpomene, wyd. w: Miscellanea selecta…, zob. Wydania zbiorowe; Pieśni wszystkie Horacjusza przekładania różnych, t. 1–2, Warszawa 1773; przedr. S. Kot "Urok wsi i życia ziemiańskiego w poezji staropolskiej", Księga pamiątkowa na 75-lecie "Gazety Rolniczej", Warszawa 1938 i odb. Warszawa 1937, (tłumaczenia o charakterze parafraz; należą do najwcześniejszych prac Twardowskiego)
- M. K. Sarbiewski Ody (cztery); wyd. w: Miscellanea selecta…, zob. Wydania zbiorowe; M. K. Sarbiewski Opera posthuma, Warszawa 1769.

### Wydania zbiorowe
- Miscellanea selecta… W różnych panegirycznych okazjach do druku sparsim podane, teraz jako godne pamięci w jedno opus zebrane, Kalisz 1681; wyd. następne: Kalisz 1682 (obie edycje miewają 2 różne dedykacje); pt. Zbiór różnych rytmów, Wilno 1770; wyd. K.J. Turowski, Kraków 1861, Biblioteka Polska, seria V, zeszyt: 19–20, 46–47; zbiór głównie najwcześniejszych, pomniejszych utworów; tu m.in. po raz pierwszy wyd.: Mariannie Twardowskiej wdzięcznej dziecinie jedynaczce swojej ojciec napisał (4 treny); Omen królowi szwedzkiemu…; Na wjazd Macieja Łubińskiego, pomorskiego biskupa, do Włocławka R. P. 1631; Pod elekcją szczęśliwą Władysława IV roku 1631 (3 wiersze pochwalne, naśladowane z Horacego); tu także: Szczęśliwa moskiewska…, Pamięć śmierci…, Pałac leszczyński…, S. Karwat Wokiciewicz (Wójcikiewicz) Sieradz się święci…, Horacy Ody:…, M. K. Sarbiewski Ody
- Poezje, wyd. K.J. Turowski, Kraków 1861, Biblioteka Polska, seria V, zeszyt: 19–20, 46–47, (tu: Przeważna legacja…; Zbiór różnych rytmów).

### Materiały
- Fragm. aktów natury majątkowej i gospodarczej z lat 1623–1651, ogł. R. Pollak "S. Twardowski w kaliskich aktach grodzkich" (materiały biograficzne), Roczniki Historyczne, t. 15 (1939/1946)
- Notatka biograficzna jednego z zakonników klasztoru bernardyńskiego w Kobylinie na egzemplarzu klasztornym Wojny domowej, ogł. E. Raczyński Wspomnienia Wielkopolski, t. 1, Poznań 1842, s. 368; fascimile pisma w: T. Wierzbowski Materiały do dziejów piśmiennictwa polskiego, t. 2, Warszawa 1904; P. Chmielowski Historia literatury polskiej, wyd. 2, wyd. S. Kossowski, t. 1, Lwów 1914, s. 365.

### Utwór o autorstwie niepewnym
- Katafalk rycerski… Mikołajowi z Dambrowice Firlejowi, starościcowi trembowelskiemu, brak miejsca wydania (1649); tamże: Pamiątka wiecznej sławy… Andrzeja Firleja… wojewody sendomirskiego, wojsk koronnych hetmana, (wiersz; autorstwo przypisał Estreicher XXXI, 443)